# James Dean
James Byron Dean (8. února 1931 Marion, Indiana – 30. září 1955 Cholame, Kalifornie) byl americký filmový a televizní herec.

## Biografie
V devíti letech Deanovi matka zemřela na rakovinu a jeho otec se o něho nemohl starat kvůli svému pracovnímu zaneprázdnění. Malý Jimmy tedy vyrůstal na farmě u své tety a strýce. Pravděpodobně tady vznikl jeho odpor vůči rodičům, učitelům a ostatním autoritám. Po střední škole se James odstěhoval do Los Angeles, kde začal studovat práva, hrát basketbal a věnovat se divadlu. Sport a studium postupně začaly být vytlačovány herectvím.
Nejprve se Dean objevoval v reklamě, později hrál bezvýznamné malé role v několika filmech a televizních pořadech. Odešel do New Yorku, hrál na Broadwayi a byl přijat do Actors Studia, kde se stal jeho učitelem Elia Kazan.
Právě Elia Kazan ho obsadil do hlavní role ve svém filmu natočeném podle románu Johna Steinbecka Na východ od ráje (East of Eden, nominace na Oscara 1956). Hlavní roli Cala Traska, odstrčeného syna, který bojuje o otcovu přízeň, měl původně hrát jakýsi mladý talent jménem Paul Newman, ale Elia Kazan vytušil, že právě Dean se díky svým zkušenostem z mládí na tuto roli hodí více. Díky tomuto filmu se z neznámého Jamese Deana stala obrovská filmová hvězda, takže další nabídka na sebe nenechala dlouho čekat.
Ve filmu Nicholase Raye Rebel bez příčiny (viz níže) hrál Jima Starka, citlivého mladého muže, který se snaží začlenit mezi své vrstevníky. James Dean se stal idolem tehdejších mladých lidí, protože mládež měla podobné problémy, cítila se nepochopena a neuznaná starší generaci. V 50. letech měl Hollywood dva nejslavnější rebely, jeden z nich byl právě Dean a tím druhým nebyl nikdo jiný než Marlon Brando.
Mladý obyčejný rančer Jett Rink, z kterého se stal mocný Texasan soupeřící se svým bývalým zaměstnavatelem, to byla Deanova postava v jeho posledním filmu Obr (Giant, 1956, nominace na Oscara 1957).
Traduje se, že James Dean byl arogantní nafoukanec, ale on se tak choval naschvál, oproti jiným hvězdám, které si své chování neuvědomují. Jimmy miloval rychlá auta, dokonce úspěšně závodil. Jen pár dní po dokončení Obra se ve svém superrychlém autě zabil. Na natáčení filmu Někdo tam nahoře mě má rád se tedy nedostavil a jeho místo zaujal právě Paul Newman. James Dean byl během své dvouleté kariéry dvakrát nominován na Oscara. Stal se prvním, a díky náročné a dlouhé přípravě Obra i druhým hercem v historii, který byl na Oscara nominován posmrtně.

## Osobní život

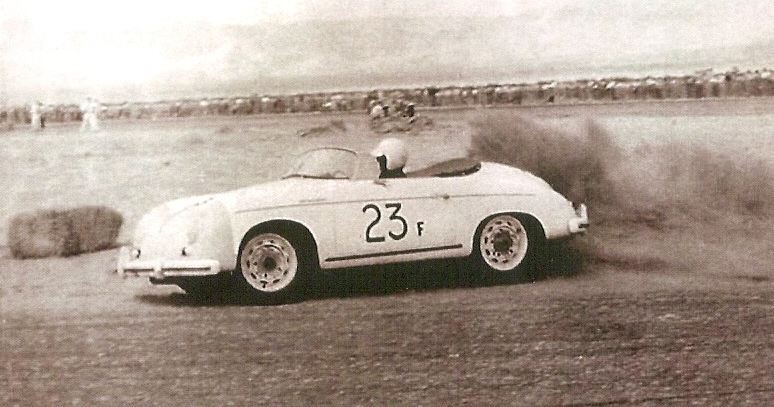
Dean ve svém Porsche 356 Speedster na závodech v Palm Springs (březen 1955)

James Dean bývá často považován za ikonu kvůli svému nevázanému životu, který zahrnoval i rozporuplnou sexualitu. Existuje mnoho zmínek o jeho sexuálních vztazích s muži i ženami. William Bast, Deanův blízký přítel a jeho první životopisec vydal po 50 letech otevřenou aktualizaci své knihy, v níž potvrdil, že měl s Deanem poměr a popsal také další Deanovy vztahy s muži. Nejznámější Deanův vztah se ženou je ten s italskou herečkou Pier Angeliovou. Potkali se v roce 1955, když Angeliová točila v Hollywoodu snímek The Silver Chalice. Podle některých zdrojů (např. herec Richard Davalos, s nímž Dean hrál v Na východ od ráje) vztah zhatila hereččina matka, které mělo vadit, že Dean není katolík. Jiné zdroje (např. Elia Kazan) uvádějí, že vztah mezi nimi nebyl zdaleka tak vážný, a že Dean vztahy se ženami nepreferoval. O vztahu Deana a Angeliové vypráví televizní film Race with Destiny z roku 1997. Milostný vztah s Deanem popsala ve svých pamětech i herečka Liz Sheridanová. Další z Deanových milenek měla být švýcarská herečka Ursula Andressová, která měla ve stejné době rovněž vztah s Marlonem Brandem.

## Smrt
Dean po natáčení filmu Obr odešel z obchodu George Barrisova v Los Angeles a vydal se na závodní dráhu do Salinas. Dean byl za volantem svého Porsche 550 Spyder (kterému říkal „Malý Bastard“). Jeho kamarád, mechanik od Porsche Rolf Wütherich, jel s ním.
Na Le Mans 550 Spyder gradoval, a proto chtěl prověřit svůj vůz na závodní dráze v Salinas. Když jel po silnici 46, bylo pozdní páteční odpoledne a slunce Deana oslňovalo. Proti němu jel domů ve svém Fordu z roku 1950 Donald Turnupseed, student z polytechnické školy San Luis Obispo. Turnupseed neviděl v soumraku Jamesovo rychle se blížící auto. Oba dva na poslední chvíli zareagovali, ale už bylo příliš pozdě k odvrácení srážky. James Dean byl na místě mrtev, protože celý náraz pohltila jeho strana. Rolf Wütherich byl srážkou odhozen z auta a vyvázl se zlomenou čelistí, zlomenou nohou a četnými pohmožděninami a odřeninami. Turnupseed vyvázl se šrámem na čele a pohmožděným nosem. Kalifornská silniční hlídka, která nehodu vyšetřovala, nedávala nikomu vinu. Nehodu odůvodnili tím, že přes záři slunce nebylo možné, aby řidiči viděli protijedoucí vůz.

## Filmografie

### Film
- 1951 Fixed Bayonets
- 1951 Sailor Beware
- 1952 Novinářský příběh (Deadline – U.S.A.)
- 1952 Has Anybody Seen My Gal?
- 1953 Trouble Along the Way
- 1955 Na východ od ráje
- 1955 Rebel bez příčiny
- 1956 Obr

### Televize
V televizních seriálech se ve většině případů objevil pouze v jedné epizodě, nejvýše ve čtyřech (seriál Danger). 
- 1951 Family Theatre
- 1951 The Bigelow Theatre
- 1951 The Stu Erwin Show
- 1952 CBS Television Workshop
- 1952 Hallmark Hall of Fame
- 1952 The Web
- 1952–⁠1953 Kraft Television Theatre
- 1952–⁠1955 Lux Video Theatre
- 1953 The Kate Smith Hour
- 1953 You Are There
- 1953 Treasury Men in Action
- 1953 Tales of Tomorrow
- 1953 Westinghouse Studio One
- 1953 The Big Story
- 1953 Omnibus
- 1953 Campbell Summer Soundstage
- 1953 Armstrong Circle Theatre
- 1953 Robert Montgomery Presents
- 1953–⁠1954 Danger
- 1954 The Philco Television Playhouse
- 1954 General Electric Theater
- 1955 The United States Steel Hour
- 1955 Schlitz Playhouse